# قطعنامه ۸۲۶ شورای امنیت
قطعنامه ۸۲۶ شورای امنیت سازمان ملل متحد که در تاریخ ۲۰ مه ۱۹۹۳ تصویب شد، سندی بین‌المللی دربارهٔ وضعیت کامبوج است. این قطعنامه طی نشست ۳۲۱۳ام با ۱۵ رای موافق، ۰ مخالف و ۰ ممتنع تصویب شد.